# Theodhori Sollaku
Theodhori Sollaku (ur. 1 marca 1962 w Fierze) – prokurator generalny Albanii w latach 2002-2007.

## Życiorys
Podczas prezydentury Salego Berishy w latach 1992-1997, Sollaku był jego doradcą prawnym.
Pełnił funkcję Prokuratora Generalnego Albanii od 2002 roku do 22 listopada 2007; został wówczas zdymisjonowany przez prezydenta Bamira Topiego z powodu niepodejmowania działań przeciwko przestępczości zorganizowanej.